# فيتالي بيرفاك
فيتالي بيرفاك (بالأوكرانية: Первак Віталій Миколайович) هو لاعب كرة قدم أوكراني في مركز الدفاع، ولد في 15 أغسطس 1970 في Starokostiantyniv ‏ في أوكرانيا. لعب مع FC Spartak Ivano-Frankivsk ‏.

## وصلات خارجية
- فيتالي بيرفاك على موقع اتحاد أوكرانيا (الإنجليزية)
- فيتالي بيرفاك على موقع قاعدة بيانات كرة القدم.إي يو (الإنجليزية)